# Песцовая (река, впадает в Берингово море)
Песцовая — река на Дальнем Востоке России, протекает по территории Провиденского района Чукотского автономного округа.
Длина реки — 17 км.
Название на языке коренных жителей — Йигрувээм, в переводе «утоляющая жажду река».
Берёт истоки в привершинной части горы Исходная (1194 м) — высшей точки Чукотского полуострова. Впадает в бухту Пенкигней Берингова моря. Река течёт с северо-запада на юго-восток по тектоническому разлому, разделяющему два горных массива. В нижнем течении она прорезает небольшие фрагменты аккумулятивных морских террас высотой до 50 м.
В устье реки Песцовая произрастают американские виды: тополь бальзамический и калина съедобная, занесённые в Красную книгу РФ со статусом «редкие».